# Humanisten, Göteborgs universitet

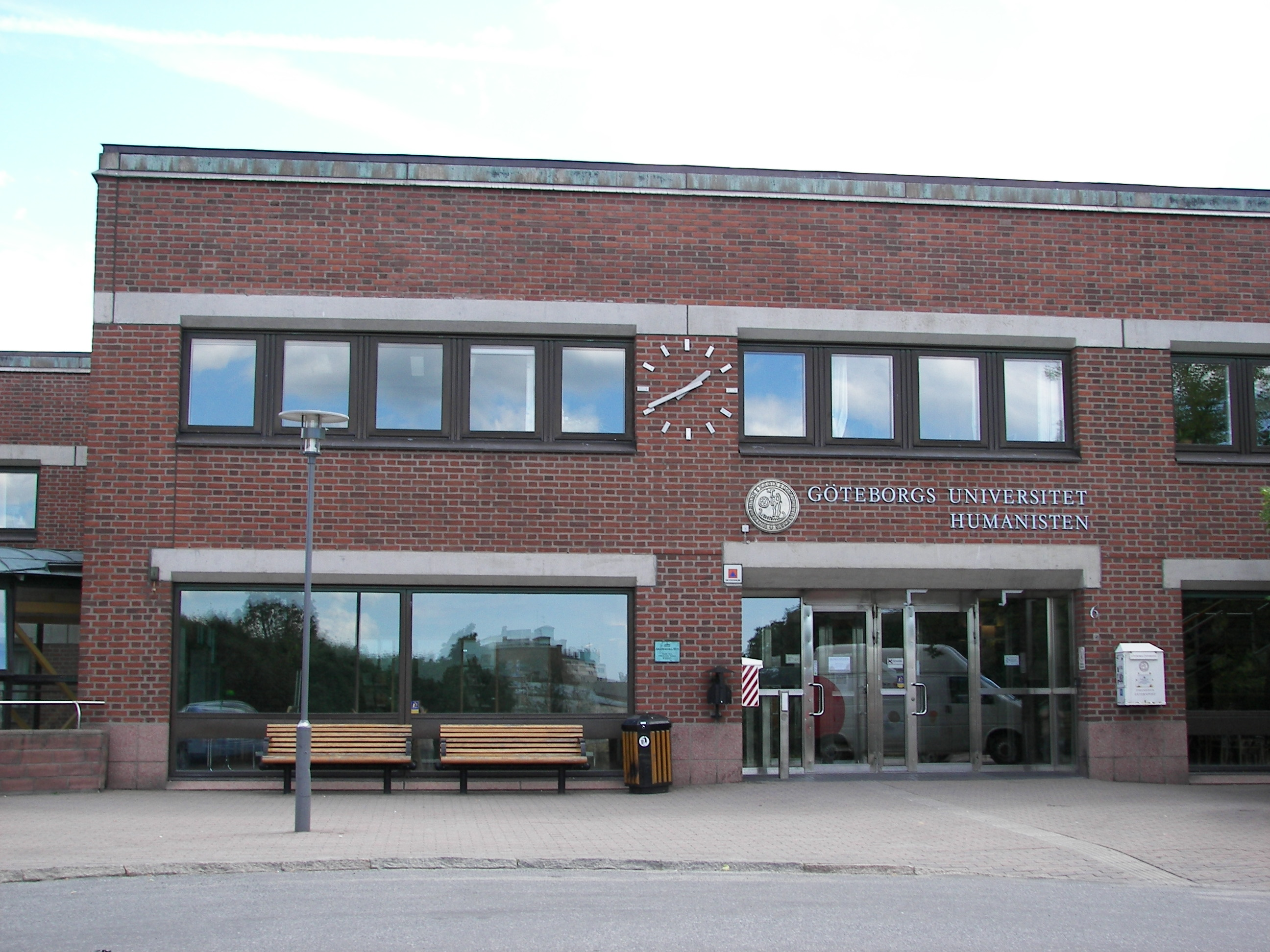
Humanisten

Humanisten är en byggnad som är centrum för Humanistiska fakulteten vid Göteborgs universitet. Den ligger på Renströmsgatan 6, vid Renströmsparken i stadsdelen Lorensberg i Göteborg.
Humanisten stod klar 1984 och förbinder de äldre byggnaderna Humanistiska biblioteket och den sju våningar höga Språkskrapan i gult tegel (uppförd 1964-66, arkitekt Jaan Allpere och Claes Mellin). Den tillhör Akademiska Hus. Tävlingen 1978 om universitetsutbyggnaden i Renströmsparken vanns av Coordinator arkitekter med förslaget "Pelouse", en slags variant på campustemat. 
För att ytterligare förbättra Humanistiska fakultetens samlokalisering och lokalsituation planerades från 2011 en ny- och ombyggnation i Näckrosparken, placerad i anslutning till Humanisten och Språkskrapan (ansvariga arkitekter KUB Arkitekter).
Första spadtaget för en ny och ombyggd campusbyggnad togs den 27 oktober 2016 och nya Humanisten stod färdig i december 2019. Humanisten inrymmer nu alla sex institutioner under samma tak: Institutionen för språk och litteraturer, Institutionen för svenska, flerspråkighet och språkteknologi, Institutionen för litteratur, idéhistoria och religion, Institutionen för filosofi, lingvistik och vetenskapsteori, Institutionen för historiska studier samt Institutionen för kulturvetenskaper. Språkskrapan är under ombyggnation till studentbostäder som beräknas tas i bruk hösten 2023.

## Externa länkar

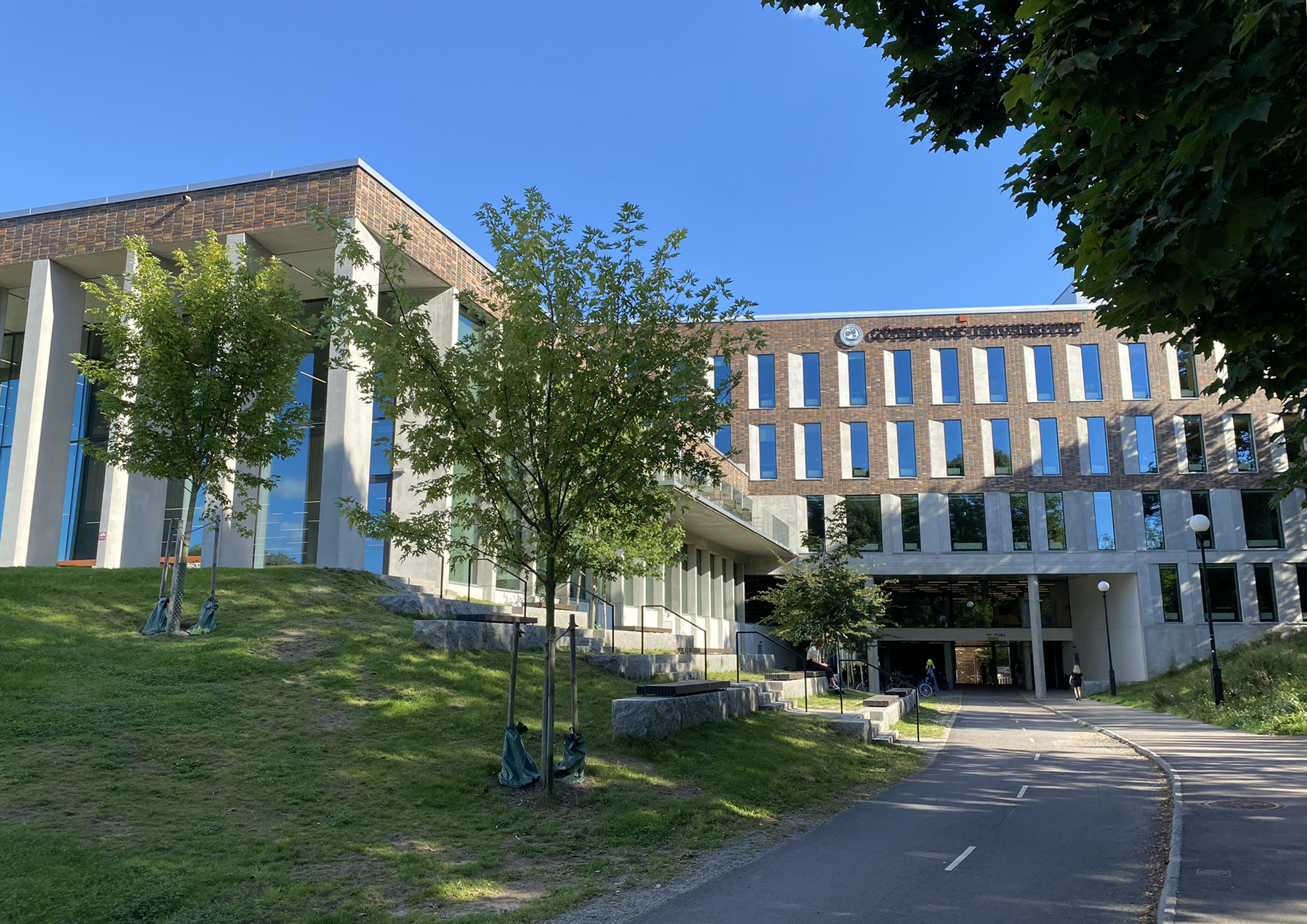
Humanisten efter om- och tillbyggnad.